# Brontispa mariana
Brontispa mariana es un coleóptero de la familia Chrysomelidae.
Fue descrita científicamente por primera vez en 1937 por Spaeth.